# Ståluld
Ståluld består af lange jernspåner, der anvendes til finslibning/polering. Ståluld findes i flere finhedsgrader og forhandles som regel i ruller eller i mindre bundter. Da stålulden består af jern, vil den ruste i fugtige omgivelser. 
I handelen findes sæbemættede slibesvampe af ståluld til rengøring af gryder m.m.
Da ståluld har en stor overflade i forhold til vægten, kan den rent faktisk brænde. Den fine ståluld brænder bedst og kan i en snæver vending benyttes som optænding til et bål uden tændstikker, da man kan antænde stålulden med et batteri.

## Eksterne links
- Wikimedia Commons har flere filer relateret til Ståluld